# Kırkgöz Han
Koordinaten: 37° 6′ 42″ N, 30° 35′ 8″ O

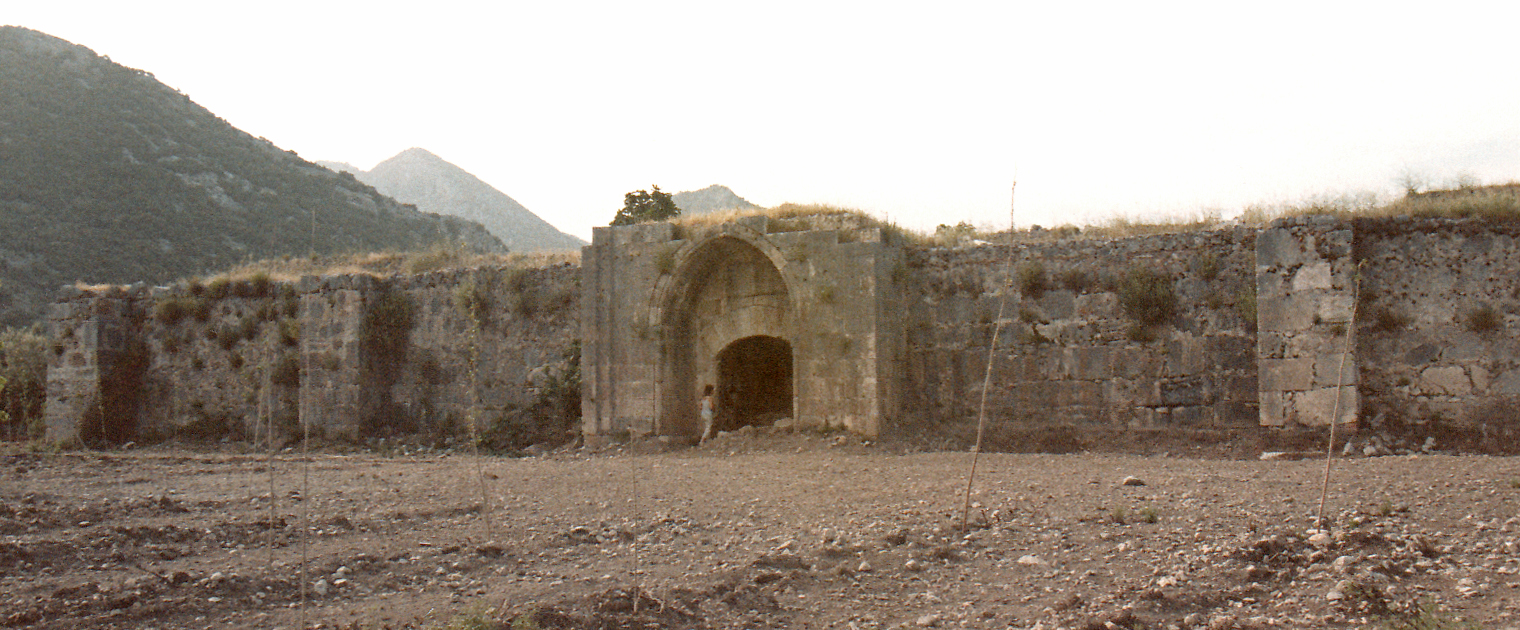
Südfassade

Der Kırkgöz Han (türkisch für Vierzig-Augen-Han) ist eine seldschukische Karawanserei nördlich von Antalya in der gleichnamigen Provinz in der Südtürkei.

## Lage
Der Kırkgöz Han liegt im Bezirk Döşemealtı, etwa 25 Kilometer nordwestlich des Stadtzentrums der Provinzhauptstadt beim Dorf Bıyıklı, einen Kilometer südlich der heutigen Fernstraße E 87 von Antalya nach Denizli. Er ist der zweite Han an der Straße, die Antalya mit Konya, der Hauptstadt des Sultanats der Rum-Seldschuken, verband. Der erste ist der etwa 15 Kilometer südlich liegende Evdir Han, es folgt 30 Kilometer nördlich der Susuz Han.

## Geschichte
Laut einer Bauinschrift im südlichen Eingang wurde der Han in der Regierungszeit des Sultans Giyaseddin Keyhüsrev II. von 1237 bis 1246 erbaut. Stifterin und Bauherrin der als Ribat errichteten Karawanserei war ʿIṣmat al-Dunyā waʾl-Dīn, die dritte Frau von Alaeddin Keykubad, dem Vater Giyaseddins. Das genaue Baujahr ist wegen einer beschädigten Stelle der Inschrift nicht zu lesen, aber sowohl Sultan als auch Patronin werden genannt. Der Bauart nach ähnelt der Han den südlichen Bauten des Sultans, dem Șarapsa Han und dem Kargı Han. Sie wurden vermutlich nach der Niederlage in der Schlacht vom Köse Dağ 1243 erbaut, in einer Zeit, in der sich der Herrscher vornehmlich südlich des Taurus aufhielt, um den in Anatolien vordringenden Mongolen auszuweichen.

## Aufbau

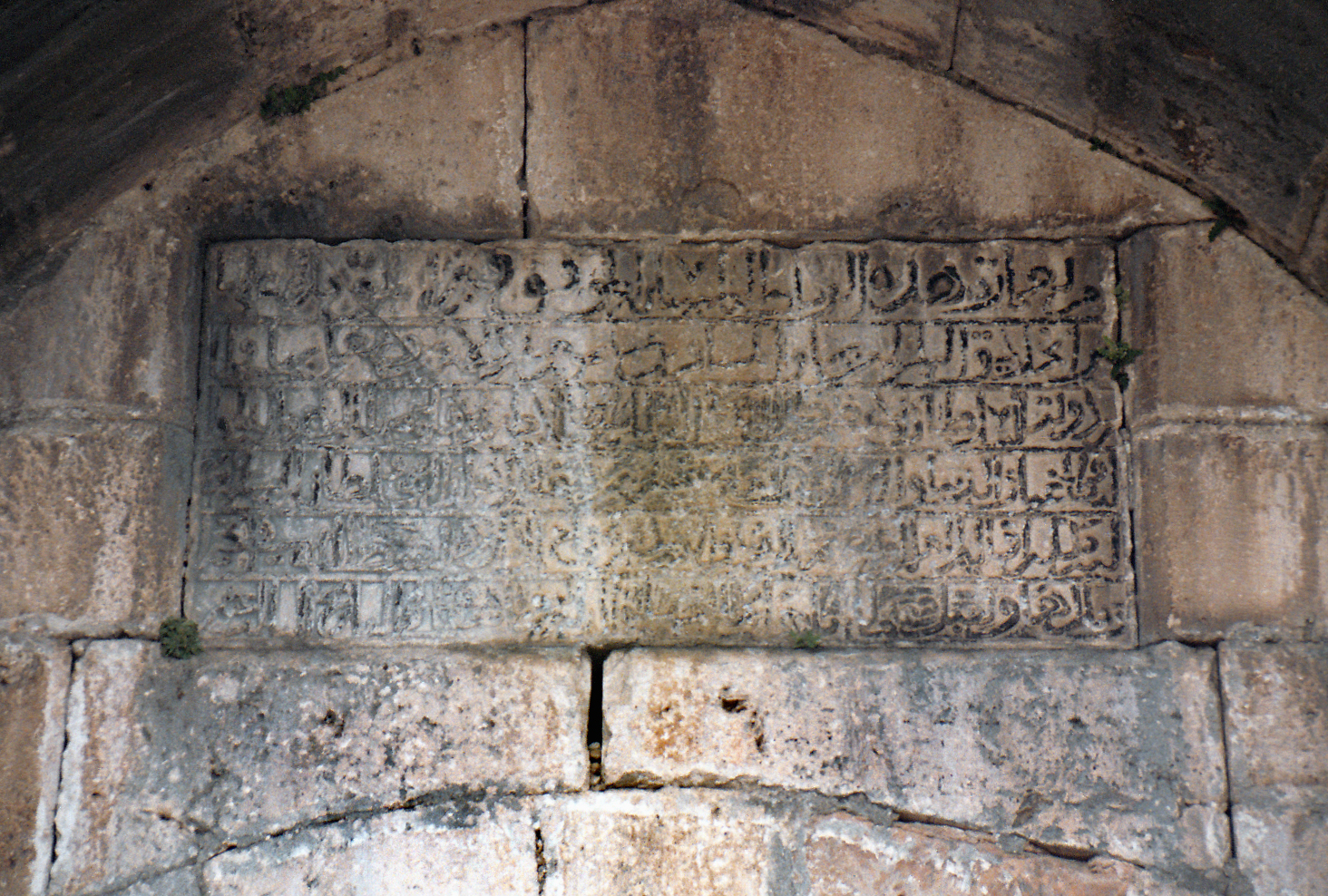
Bauinschrift

Das Gebäude hat eine Grundfläche von etwa 3000 Quadratmetern. Etwa die Hälfte davon ist gedeckte Fläche, der offene Hof misst 33 × 52 Meter. Der Eingang befindet sich an der Südseite. An der Nordseite liegt der geschlossene Teil, ein Querschiff von 11 × 60 Metern mit einem Tonnengewölbe. Er ist durch Gurtbögen in sechs gleiche Sektionen unterteilt. Er kann nur durch eine kleine Tür in der Mitte betreten werden und wird lediglich über kleine Schlitzfenster beleuchtet. In der Höhe überragt er die seitlichen Gebäudeflanken. Diese westlichen und östlichen Komplexe bestehen aus Arkaden mit jeweils sechs offenen Zellen. Im Norden werden beide von einem größeren, geschlossenen Raum mit Tonnengewölbe abgeschlossen. Der östliche war möglicherweise, entsprechend dem ebenfalls aus der Zeit Giyaseddins stammenden Kargı Han östlich von Antalya, die Moschee. Die Südfront besteht aus zwei geschlossenen Räumen beidseits des Eingangs, vermutlich Räume für das Wachpersonal. Sie hatten je eine Tür vom Hof. Die südlichen Ecken des Gebäudes bilden zwei weitere offene Zellen.
Der Kırkgöz Han weist wenig Ornamentik auf. Die Steine sind sehr sauber gearbeitet, zahlreiche davon tragen Steinmetzzeichen. Die Werksteine des Portals weisen eine höhere Qualität auf als die der Mauern. Das Tor ist lediglich durch ein Bogenprofil geschmückt sowie durch zwei eingelassene Säulen mit einfachen Würfelkapitellen. In der Eingangsnische ist auf einem Kalksteinblock über der eigentlichen Tür die Bauinschrift zu sehen. Mit einer Länge von sechs Zeilen ist sie die längste in den erhaltenen seldschukischen Karawansereien. Sie gibt Auskunft über den Sultan und dessen Reiseausstattung mit Krone, Fahne und Gürtel sowie über die Stifterin ʿIṣmat al-Dunyā waʾl-Dīn. Nach der Übertragung von Scott Redford wird sie als „the exalted lady, queen of the climes of the world, […] pearl of the crown of nations“ bezeichnet. Sie ist bekannt aus einer Inschrift von 1232 in der Çarsi Camii in Uluborlu aus der Regierungszeit ihres Gemahls Alaeddin Keykubad, wo sie als Malika (ملكة), Königin, bezeichnet wird.
Ab 2007 wurde der Han restauriert und kann heute für Veranstaltungen gebucht werden.